# Zgjomë një tjetër ëndërr
"Zgjomë një tjetër ëndërr" är en sång som framförts av den albanska sångerskan Samanta Karavello. Med låten deltog hon i Festivali i Këngës 50 som även var Albaniens nationella uttagningstävling till Eurovision Song Contest 2012. Låtens text skrevs av Pandi Laço och musiken komponerades av Gent Myftaraj.
Karavello framförde låten i den första semifinalen den 26 december 2011. Av de 14 tävlande var hon en av 10 att gå vidare till finalen som hölls den 29 december samma år. Där framfördes låten näst sist av 20 bidrag. Låten fick totalt 47 poäng av de sju domarna, varav en maxpoängare, 12 från Redon Makashi. Detta innebar en snittpoäng på 6,7 poäng från varje domare som var och en hade i uppgift att dela ut 58 poäng vardera, uppdelat i 12, 10 och 8-1 poäng till tio av bidragen. Det minsta antalet poäng som låten fick var 4 från två av domarna. Resultatet räckte till en fjärde plats, 30 poäng bakom Rona Nishliu som hade vunnit tävlingen med låten "Suus". 3 poäng skiljde sig upp till tredje plats och 9 poäng ner till femte.
Med låten var det femte gången som Karavello ställde upp i Festivali i Këngës och den gav henne sitt bästa resultat i tävlingen hittills.